# Реализм (философия)
Реали́зм, в философии — распространённый в Европе философский термин, не имеющий постоянного или общего значения. Использовался для обозначения направлений европейской философии, постулирующих то или иное отношение понятий к реальности. В разные эпохи относился к совершенно различным (и даже — противоположным) направлениям:
1. Реализм в схоластике (европейской средневековой философии): постулирует реальное существование общих понятий (таких как человек, клён, …), отдельное от единичных представителей, включаемых в это понятие (проблема универсалий). Противоположное направление — номинализм. Существовала смягчённая версия реализма — концептуализм (умеренный реализм);
2. Реализм служит для обозначения философского направления Нового времени, противостоящего мистицизму и шире — идеализму. Выразителем этого вида реализма был Иоганн Гербарт со своими последователями;
3. Реализм в Английской философии Оксбриджа начала XX в. Эти реалисты считали, что истинные понятия — непосредственно соответствуют реальности. Всё остальное (вся метафизика) считалось ложным и излишним, называлось «идеализмом». Данное направление видело свою миссию в противостоянии «идеализму». К этому направлению принадлежит Бертран Рассел[1];
4. Реализм в философии науки второй половины XX в.: утверждает реальное соответствие теоретических объектов, вводимых научными теориями — объектам существующим в природе. В том числе — ненаблюдаемых теоретических объектов. Противоположное направление — антиреализм.

Во втором значении[прояснить] реализм используется также
1. как оценочный термин, причём не только для философских концепций, но и для любых теоретических позиций или практики. Реализм обычно значит «хорошо», но оценка может колебаться в зависимости от собственной позиции оценивающего.
2. для описания (и оценки) неевропейских философских концепций — с европейской точки зрения.

## Реализм против номинализма
Сущность проблемы состоит в вопросе о значении общего. Реализм (в схоластическом смысле) приписывает действительность общим идеям (universalia sunt realia). Таким образом, этот реализм есть то, что с другой точки зрения называется идеализмом. Платон в своём учении об идеях дал впервые вполне отчётливое решение проблемы в реалистическом духе, и реалисты всех времён в Платоне видят свой прототип.
Философская проблема в схоластике рассматривалась не вполне свободно; в исследованиях вопроса господствовала или по крайней мере к ним присоединялась теологическая точка зрения. В схоластической философии поводом к спору реалистов с номиналистами послужила книга Порфирия (232/233 — 304/306) «о пяти гласах» (γένος, ειδος, ιδίιον, διαφορά и συμβεβηχός), поднимавшая вопрос о значении родов и видов. В течение этого спора, длившегося с XI в. до XIV-го и перешедшего и в новую философию, были высказаны наряду с радикально противоположными мнениями многие посредствующие точки зрения (обыкновенно различают 4 вида реализма; см. Номинализм). Несомненно, что реалистическая точка зрения более подходила к догматической христианской; поэтому номинализм был сначала преследуем, а потом на него не переставали смотреть более или менее подозрительно. Хотя номинализм и оказал существенную услугу свободе философского исследования, но уже Риттер заметил («Geschichte d. Philosophie», VII, стр. 161), что ему совершенно неправильно приписываются либеральные тенденции (стоит лишь вспомнить Гоббса); точно так же совершенно неосновательно мнение, будто победа номинализма — окончательная. «Il faut bien se résoudre, — иронически заметил Шарль Ремюза, — à entendre quelquefois parler de Dieu».
В схоластической философии борьба реализма с номинализмом окончилась победой номинализма [источник?]; но в иной форме[какой?] эта борьба продолжается и до настоящего времени.

## Реализм против индивидуализма
Последняя крупная реалистическая система принадлежит Гегелю, для которого, как для Платона, понятие (то есть общее) составляет истинное бытие. Со времени падения гегелианства сила номинализма значительно возросла. Крайним представителем номинализма настоящего времени является индивидуализм (в лице, например, Ницше), восходящий к левой стороне гегелевской школы (в особенности к Максу Штирнеру).

## Реализм нового времени
Выразителем этого вида реализма был Гербарт со своими последователями; эпистемологический реализм или объективизм рассматривает истинное знание независимым от знаний, представлений и верований отдельного субъекта познания. Эпистемологический реализм настаивает на идее, что наш чувственный опыт обеспечивает прямой, непосредственный доступ к объектам окружающего мира.
С точки зрения этого реализма схоластический реализм является идеализмом и даже махровым мистицизмом.

## Реализм в Английской философии начала XX в
Реалисты считали, что восприятие — принципиально простой процесс. Что в восприятии «нет никаких сложностей. Никаких различий, ничего, кроме него самого». «Познание — это простое соприсутствие двух объектов, одним из которых является дух». Они признавали, что человек, желающий познать — должен работать, зачастую — применять сложные методы, но лишь чтобы занять «положение», из которого объект познания мог бы быть «воспринят». Но коль скоро человек (дух) занимал такую позицию — ему оставалось только воспринять свой объект (либо — иногда — потерпеть неудачу)".
Таким образом, реалисты считали, что понятия должны и могут непосредственно соответствовать реальности. То есть, что их понятия — и существуют в реальности, в объекте.
Всё что усложняет эту схему, метафизика — объявлялось принципиально излишним, называлось «идеализмом» и разрушалось.
Данное направление начинало с противостояния английскому идеализму XIX в с его смесью философии и церковной риторики (пережиточными включениями религиозных идей и морали).
Впоследствии в «идеализм» записывались любые теории несогласные с собственными. В том числе и теории, возникшие из самого реализма и идеализмом не являвшиеся. Например концепция познания и логика вопросов и ответов Р. Дж. Колингвуда.
С точки зрения английского реализма «идеализмом» будут все предыдущие реализмы: как схоластический реализм так и номинализм; как мистицизм, так и реализм нового времени (а равно — и мистицизм). Реализм в философии науки тоже оказывается «идеализмом», поскольку утверждает реальность сложных научных концепций, а тем более — ненаблюдаемых (а значит — и невоспринимаемых) объектов. Точно также в «идеализм» оказывается необходимым записать и материализм, и в частности марксизм, поскольку они используют концепции и категории, выходящее за рамки непосредственного восприятия. И за рамки концепций этого «реализма».
Результатом деятельности реалистов явилось в теории:
- «философия очищенная от утилитарности, никому ненужная и доступная только чистому теоретику, занимающемуся ей профессионально, притом, очень умному»;
- «выбрасывание из философии всякой позитивной доктрины»;
- «разрушение политической философии». Отказ от концепции «общего блага»;

На практике, поскольку реалисты были преподавателями Оксбриджа, распространение среди выпускников, (а через них — и во всём английском обществе):
- идеи необязательности морали;
- предубеждения против философии как таковой. «Что философия — глупая и пустячная салонная игра. Пустая трата времени.»[1]

К этому направлению принадлежит большинство английских философов первой половины XX в. В том числе Бертран Рассел.

## Реализм против антиреализма
Существует три вида научного реализма: наивный, обычный и критический.
Наивный реализм — это позиция, разделяемая большинством людей с точки зрения здравого смысла. Согласно ей, мир таков, каким его представляет современная наука, те сущности, существование которых постулируется хорошо подкреплённой научной теорией, в действительности существуют.
Научный реализм постулирует существование объективной истины, целью научных теорий провозглашается открытие истины, движущей силой научного прогресса — приближение к истине. Научные теории, поскольку они истинны, описывают реальность адекватно и сущности, которые постулируются хорошо проверенными теориями, существуют. Ричард Бойд выделил следующие виды реализма, в зависимости от исследуемых вопросов:
- Онтологический реализм предполагает, что реальность, которая описывается научными теориями в целом не зависит от нашего мышления и теоретических допущений. Онтологический реализм отвечает на вопросы: какие сущности реальны? существует ли независимый от наблюдателя мир?
- Эпистемологический реализм предполагает, что научные теории подтверждаются как истинные и, фактически, часто оказываются приближающимися к истине. Эпистемологический реализм отвечает на вопросы: возможно ли знание о мире?
- Семантический реализм предполагает, что «теоретические термины» научных теорий указывают на реальные сущности, то есть теории должны интерпретироваться реалистически. Семантический реализм отвечает на вопросы: является ли истина объективным отношением языка и мира?

Соответственно, научный реализм предполагает, что научные теории стремятся дать истинное описание независимо существующей реальности. «Истина» означает в данном случае соответствие между языком и реальностью. Если научная теория истинна, то ненаблюдаемые сущности, которые она постулирует — существуют.
Александр Бэрд сформулировал пять тезисов научного реализма. Согласно Бэрду реалист утверждает о научных теориях, что:

- (a) они могут оцениваться в терминах истинности или приближения к истине;
- (b) их разумная цель — истина или приближение к истине;
- (c) их успех является свидетельством их истинности;
- (d) если они истинны, то ненаблюдаемые сущности, которые они предполагают, действительно существуют;
- (e) если они истинны, они будут объяснять наблюдаемые явления

Этот реализм примерно взаимно соответствует схоластическому номинализму. Но его антипод — антиреализм — вовсе не соответствие схоластического реализма, а новая позиция: утверждение существовании реальности, отличной от понятий (теорий). С точки зрения английского «реализма» начала XX в этот реализм — является «идеализмом», поскольку утверждает реальность сложных научных концепций, а тем более — ненаблюдаемых объектов. В свою очередь, английский «реализм» начала XX реализмом в философии науки будет оценён как реализм (поскольку утверждает реальное существование понятий в вещах), но глубоко наивный и ошибочный (не учитывающий сложности процесса познания и реальных научных теорий).

### Аргументы за реализм и против реализма
Основной аргумент за реализм — вывод к наилучшему объяснению: «[научный] реализм является единственной философией науки, который не делает чуда из научного прогресса». Научный реализм подвергался критике со стороны антиреалистов, которые утверждают, что считать истинными научные теории слишком рискованно. Этот аргумент называется пессимистической индукцией и формулируется следующим образом: некоторые прежние научные теории были ложными, например, теории теплорода, флогистона, понятие эфира. Следовательно, современные теории тоже могут оказаться ложными. Позиция научного реализма жестоко критиковалась реалистами, хотя находила и многочисленных сторонников. Позднее появилась более «слабая» реалистическая позиция — критический реализм, в рамках которого многие заявления реалистов были более сдержанными.

### Критический реализм
Эта позиция была сформулирована профессором Хельсинкского университета И. Ниинилуоттой, который добавил к позиции реализма ряд уточняющих деталей. В частности, под влиянием тезиса неопределённости Куайна, он признаёт концептуальный плюрализм: наше обращение к миру происходит всегда в некоторых лингвистических рамках. Тезис пессимистической индукции вынуждает его принять фаллибилизм: знание о реальности не достоверно и подлежит корректировке, даже лучшие научные теории могут оказаться ошибочными, однако успешные теории близки к истине. Признаётся экстерналистский тезис, сформулированный социологами: реальность отчасти (но только отчасти) создана человеком. В целом его позиция по-прежнему сохраняет реалистический оптимизм: прогресс науки можно рационально объяснить. Наилучшее объяснение состоит в том, что научные теории близки к открытию истины.
Нийнилуото формулирует ряд тезисов критического реализма:

- (R0) По крайней мере, часть реальности онтологически независима от человеческого ума.
- (R1) Истина есть семантическое отношение между языком и реальностью. Это значит, что определение истины Тарского — современная версия корреспондентной теории и её лучший индикатор — даётся посредством систематического изложения используемого в науке метода.
- (R2) Понятие истинности или ложности в принципе можно применять ко всем лингвистическим производным научной деятельности, включая отчёты о наблюдениях, законы и теории. В частности, утверждения о существовании имеют истинностные значения.
- (R3) Достижение истины являются основной целью науки. Истину нелегко обнаружить и распознать и даже лучшие научные теории могут оказаться ложными. Тем не менее, возможно приближение к истине и рациональное представление о когнитивном процессе.
- (R4) Наилучшее объяснение практического успеха науки заключается в том, что научные теории являются приблизительно истинными или успешно приближающимися к открытию истины в релевантных отношениях. Прогресс науки можно рационально объяснить.

Эта более слабая реалистическая позиция лучше защищена от стандартных аргументов, выдвигаемых против реализма.
Если в первой половине XX в. в философии науки основное внимание уделялось обоснованию научного метода, то в последние десятилетия обсуждаются, в основном, вопросы онтологического статуса объектов, вводимых научными теориями. В современной литературе продолжается дискуссия по поводу реализма научных понятий, которая занимает значительное место в англоязычном мире.

## Моральный реализм
Моральный реализм представляет собой метаэтическую позицию, согласно которой существуют объективно истинные моральные утверждения. Данные утверждения истинны благодаря наличию в нашем мире моральных фактов, которые независимы от людей, их мнений, социальных установок и т. д. Более полно моральный реализм можно представить в виде пяти тезисов:
1. Моральный дискурс является когнитивистским.
2. Некоторые моральные предложения истинны.
3. Моральные истины или принципы являются независимыми от сознания и объективными.
4. Моральные истины или принципы обладают факторами истинности – независимыми от сознания и объективными моральными свойствами, фактами, положениями дел, которые являются частью онтологии мира.
5. Моральные свойства, факты, положения дел являются познаваемыми. Люди обладают обоснованными моральными убеждениями и моральным знанием.

### Схоластический реализм
- Stein, «Sieben Bücher über d. Geschichte d. Platonismus» (Геттинг., 1874)
- Waddington, «Essai critique sur la philosophie de S. Anselme de Canterbury» (Брюс., 1874)
- «Hausrath Peler Abälard» (Лпц., 1895)
- Jourdain, «St. Thomas d’Aquin» (Пар., 1858).

### Реализм в философии науки
- Bird А. Philosophy of Science London: UCL Press, Montreal: McGill-Queen’s University Press, 1998, P. 124
- Boyd R. On the Current Status of the Issue of Scientific Realism // Erkenntnis,1983, P. 45-90.
- Niiniluoto I. Critical Scientific Realism Oxford: Oxford University Press, 2002.
- Psillos S. Scientific Realism and the «Pessimistic Induction» // Philosophy of Science, 63, (1996), P.S306-S314.
- Psillos S. Scientific Realism: How Science Tracks Truth Routledge, 1999, P. 6.

### Моральный реализм
- Кононов Е. А. Метаэтика. Теоретический обзор. — М., 2023. — 415 с.
- Fitzpatrick W. Ethical Realism. — Cambridge, 2022. — 82 с.
- Shafer-Landau R. Moral Realism: A Defence. — Oxford, 2003. — 332 с.